# Fortune (Terre-Neuve-et-Labrador)
Fortune est une municipalité de la province canadienne de Terre-Neuve-et-Labrador située sur la péninsule de Burin sur la côte sud de l'île de Terre-Neuve. La ville, peuplée de 1 285 habitants (2021), vit principalement de la pêche. 
Le nom de la ville proviendrait du portugais « fortuna », qui signifie « port de bonne fortune ». 
Port canadien le plus proche de l'archipel français de Saint-Pierre-et-Miquelon, un traversier de SPM Ferries relie Fortune à Saint-Pierre toute l'année. 